# Cos (группа)
Cos – бельгийская группа, сочетающая в своем творчестве элементы  прогрессивного рока, джаза и Кентерберийской сцены. Группа в 1974 году была образована флейтистом и гитаристом Даниэлем Шеллом на основе группы Classroom, основанной во второй половине 1960-х годов. Помимо Шелла постоянными членами на первых альбомах были отличавшаяся необычным вокалом Паскаль Сон (также игравшая на гобое), Роберт Дартч (барабаны), Ален Гутье (бас) и Чарльз Лоос (клавишные).
Стиль Cos сформирован под влиянием классического прог-рока King Crimson, французского Zeuhl-рока Magma и ZAO , а также британского джаз-рока Caravan и Hatfield and the North.
Наиболее сильными были два первых альбома группы - Postaeolian Train Robbery (1974) и Viva Boma (1976), сочетавшие джазовые и сюрреалистические звуки с необычными тематическими и иногда юмористическими поворотами. Второй альбом группы Viva Boma (1976) считается её лучшей работой и шедевром Кентерберийской сцены.
В дальнейшем группа прошла через серию стилистических перемен. В альбоме Babel (1978) сделан упор на вокал Сон и ритмы фанка и диско, Swiss Chalet (1979) содержит африканские влияния и звуки Новой волны, Pasiones (1983) стал странной стилистической смесью, включавшей влияния King Crimson начала 1980-х годов, Кентербери, оперной и латиноамериканской музыки. В 1983 году группа прекратила своё существование.

## Дискография
- 1974 : Postaeolian Train Robbery
- 1976 : Viva Boma
- 1978 : Babel
- 1979 : Swiß Chalet
- 1983 : Pasiones